# Sandstone Estates
Die Sandstone Estates (Pty) Ltd, auf Deutsch etwa „Landgut Sandstein“, ist ein 7000 Hektar großer Landwirtschaftsbetrieb in Südafrika, der in der Nähe von Ficksburg in der Provinz Freistaat unweit der Grenze zu Lesotho liegt. Dem Betrieb ist unter dem Namen Sandstone Heritage Trust eine große Sammlung von alten Landwirtschaftsmaschinen, Schmalspur-Dampflokomotiven, Militärfahrzeugen, Omnibussen, stationären Dampfmaschinen und Baumaschinen angeschlossen.

## Geschichte
Der Landwirtschaftsbetrieb war ab den 1840er Jahren im Besitz der deutschen Missionarsfamilie Wille und wurde 1994 vom Unternehmer Wilfred Mole, Geschäftsführer von Nokia Südafrika, übernommen. Der Landwirtschaftsbetrieb produziert Weizen, Sojabohnen, Mais und Sonnenblumen – seit 2005 gänzlich nach den Richtlinien der ökologischen Landwirtschaft.

## Sandstone Heritage Trust
Mole erwarb den Landwirtschaftsbetrieb für Erholungszwecke und als Verwahrungsort für seine Sammlung alter Traktoren. Bei der Auflösung des Midmar Museums, das vom Kwa-Zulu Natal Parks Department in Zusammenarbeit mit der Transnet-Abteilung zur Verwaltung des historischen Erbes der Staatsbahn geführt wurde, ersteigerte Mole 1997 eine größere Menge Material für eine Schmalspurbahn mit 610-mm-Spurweite, was die Grundlage einer der größten Sammlungen der Welt in dieser Spurweite legte. Nachdem einige Gleise verlegt worden waren, wurde als Erstes eine Garratt-Lokomotive der Baureihe NGG 16 betriebsfähig aufgearbeitet.
Als Liebhaber alter Landmaschinen organisierte Mole erstmals 1999 eine Veranstaltung zur Vorführung alter Landmaschinen. Dabei wurde mit 99 vor 1960 gebauter Traktoren ein Weltrekord für die höchste Anzahl gleichzeitig in einem Feld arbeitender alter Traktoren aufgestellt. Um den Anlass für das Publikum interessanter zu machen, wurde mit dem Material aus Midmar eine kurze Eisenbahnstrecke errichtet, auf der die Garratt-Lokomotive mit einigen Wagen verkehrte. Aufgrund der großen Akzeptanz beschloss die Gutsverwaltung die Strecke zu erweitern. Nachdem das Material aus Midmar verbaut war, konnten an Auktionen zur Versteigerung von nicht mehr benötigtem Baustellenmaterial des Lesotho Highlands Water Project weitere Schienen und Schwellen ersteigert werden.
Nachdem der Weltrekord mit den Traktoren in Australien überboten worden war, startete 2002 ein weiterer Rekordversuch, bei dem 797 alte Traktoren gleichzeitig arbeiteten, womit der Rekord nach Südafrika zurückgeholt wurde.
Die meisten Objekte der Sammlung stammen aus Südafrika, einige kommen aber auch aus anderen Ländern im Süden Afrikas wie Angola oder Mosambik.
Regelmäßig findet im Frühjahr die zehntägige Veranstaltung Stars of Sandstone statt, wo die Ausstellungsstücke im Betrieb vorgeführt werden. Sie zieht jeweils über 1000 Besucher an, wovon mehr als 70 % aus Übersee kommen.

### Landmaschinen
Im Gebiet des entlang der Grenze von Lesotho fließenden Caledon, wo die Sandstone Estates liegen, bearbeiten viele Landwirte ihre Felder noch mit traditionellen Methoden. Mole fand bei der Übernahme des Landgutes auf Hoekfontein Lanz Bulldog und John Deere 720 Traktoren vor, die noch täglich im Einsatz waren. Heute umfasst die Sammlung über 700 Traktoren, die meisten in fahrtüchtigem Zustand. Als weitere Attraktion werden Fahrten mit einem Planwagen mit Ochsengespann angeboten.

### Eisenbahn

#### 610-mm-Schmalspurbahn

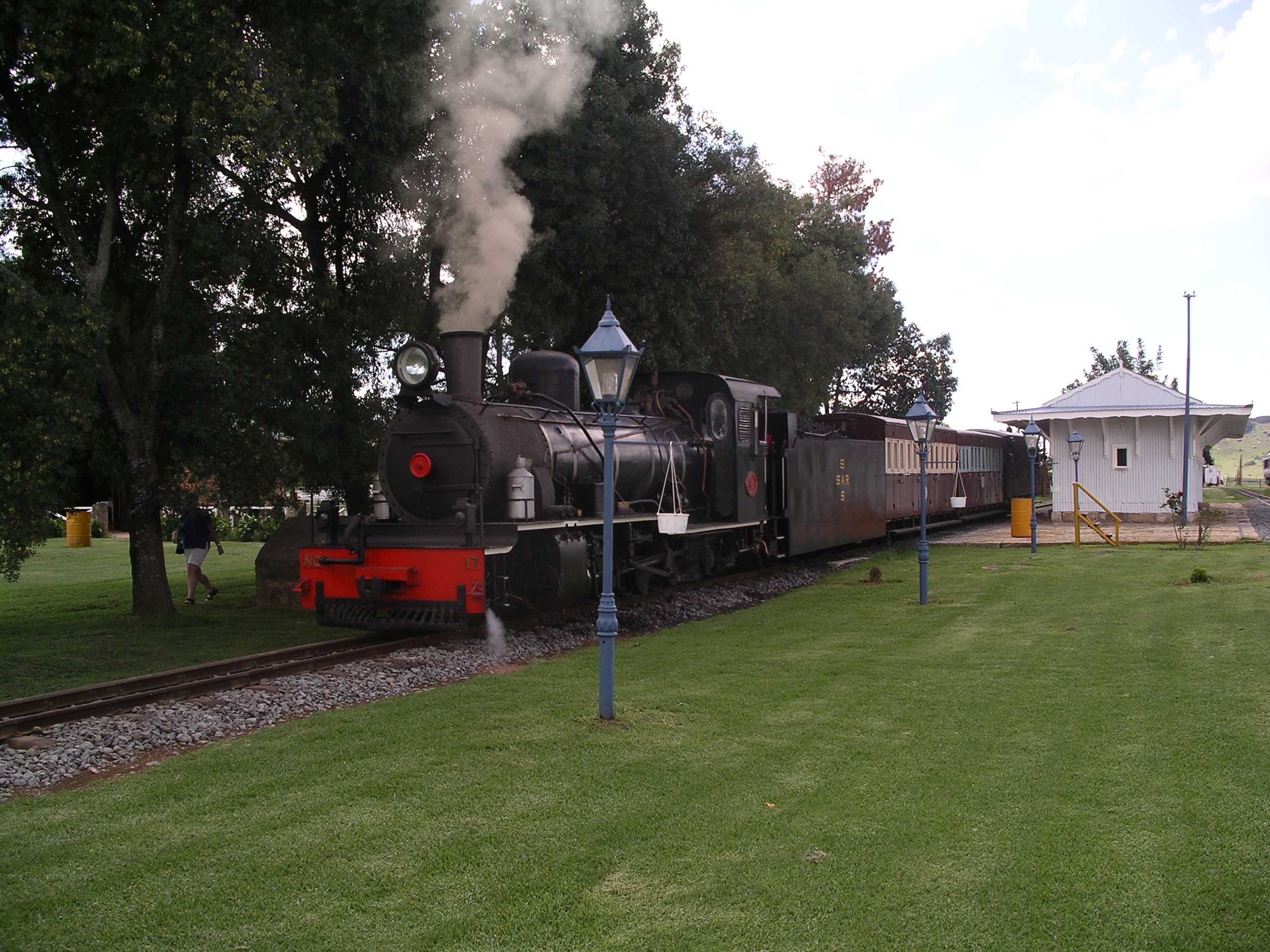
Im Februar 2005 verlässt ein Personenzug mit einer von Henschel gebauten Lokomotive der SAR-Klasse NG 15 den Bahnhof Hoekfontein.

| Die aus Mosambik stammende Dampflokomotive F2 Nr. 7 der Beira Railway zieht zwei Personenwagen. |                     |                                     |                                     |
| |                     |                                     |                                     |
| Streckenlänge: | 12,7 km             |                                     |                                     |
| Spurweite: | 610 mm (2-Fuß-Spur) |                                     |                                     |
| Maximale Neigung: | 34 ‰                |                                     |                                     |
| |                     |                                     |                                     |
| \| \| \| \| \| \| \| \| Vailima Siding \| \| \| \| \| Vailima Village \| \| \| \| \| \| \| \| \| \| Pandora Bahnübergang Zufahrtsstraße \| \| \| \| \| Mooihoek \| \| \| \| \| Hoekfontein Werkstatt \| \| \| \| \| Grootdraai \| \| |                     |                                     |                                     |
| Strecke von links · Strecke von rechts |                     |                                     |                                     |
| Strecke · Dienststation / Betriebs- oder Güterbahnhof |                     | Vailima Siding                      | Vailima Siding                      |
| Haltepunkt / Haltestelle · Strecke |                     | Vailima Village                     | Vailima Village                     |
| Abzweig geradeaus und von links · Strecke nach rechts |                     |                                     |                                     |
| Bahnübergang |                     | Pandora Bahnübergang Zufahrtsstraße | Pandora Bahnübergang Zufahrtsstraße |
| Dienststation / Betriebs- oder Güterbahnhof |                     | Mooihoek                            | Mooihoek                            |
| Bahnhof |                     | Hoekfontein Werkstatt               | Hoekfontein Werkstatt               |
| |                     | Grootdraai                          |                                     |

##### Strecke
Vom Einsteigbahnhof Hoekfontein, wo sich die Werkstatt befindet, führt einerseits eine 2,3 km lange Strecke nach Süden in die Nähe der Grenze zu Lesotho, die mit einer Wendeschleife bei Grootdraai abgeschlossen ist, anderseits führt eine wesentlich längere Strecke nach Norden. Sie passiert nach dem Bahnhof das Ausweichgleis Mooihoek und quert die Zufahrtsstraße bei Pandora, bevor sie mit über 30 ‰ ansteigt und in einer knapp sechs Kilometer langen Wendeschleife endet. An dieser liegt die Kreuzungsstation Vailima und der Haltepunkt Vailima Village. Die Streckengleise sind 12,7 km lang, eine Fahrt über das ganze Gelände ist 18,8 km lang. Die Strecke ist mit Signalen gesichert. An drei Stellen können die Lokomotiven mit Wasser versorgt werden.

##### Fahrzeuge
Die Stiftung besitzt 43 Dampflokomotiven, wovon 25 im März 2016 betriebsbereit waren und drei in Aufarbeitung im Dampflokdepot Bloemfontein waren. Das Depot mieten die Sandstone Estates seit Ende der 1990er Jahre. Die Belegschaft des Depots unter der Leitung von Lukas Nel hatte zuvor viele Jahrzehnte für South African Railway Dampflokomotiven gewartet und hat für die Schmalspurbahn bereits 15 Lokomotiven aufgearbeitet. Das Depot hat zudem die Funktion einer Ausbildungsstätte für die Jugendlichen aus der Region, welche bei den Renovierungen mitarbeiten.
Zu den betriebsfähigen Dampflokomotiven gehören neben vielen kleineren Lokomotiven je eine Lokomotive der Baureihen NG 4 und NG 15 sowie eine Garratt-Lokomotive der Baureihe NGG 13 und drei Garratt-Lokomotiven der Baureihe NGG 16. Eine Besonderheit ist die aus Mosambik stammende F2 der Beira Railway. Weiter gibt es 13 Diesellokomotiven, davon vier betriebsfähig.
Neben den Lokomotiven stehen 13 Personenwagen und 125 Güterwagen zur Verfügung. Allein im Jahre 2015 sind 37 weitere Güterwagen hinzugekommen, wobei 12 Wagen noch in Port Elizabeth stehen.

#### 762-mm-Fahrzeuge
Die Stiftung hat von der Alfred County Railway zwei kleine dreiachsige dieselhydraulische Lokomotiven übernommen, die zuvor beim Pongola Sugar Estate nahe an der Grenze zu Eswatini eingesetzt waren. Es ist noch nicht entschieden, ob diese Fahrzeuge umgespurt oder verkauft werden, weil sie in der derzeitigen Form keinen Nutzen für die betriebsfähige Bahn des Landgutes bringen.

#### Kapspurfahrzeuge
Neben den 610-mm-Lokomotiven verwahrt die Stiftung auch Kapspurlokomotiven, die nicht betriebsfähig sind.
Dazu gehören 21 südafrikanische Dampflokomotiven, die eine Leihgabe des britischen Kunstmalers David Shepherd sind, wie zum Beispiel zwei Garratt-Lokomotiven der SAR-Klasse GMAM und drei Lokomotiven der SAR-Klasse 25 NC. Auf dem Landgut sind nur acht Lokomotiven von Shepard untergebracht, der Rest befindet sich in Bloemfontein, in Kommandonek – einem Abstellgleis vier Kilometer vom Landgut entfernt – und bei Reefsteamers in Germiston.
Weiter gehören der Stiftung neben 16 Reisezugwagen und 18 Güterwagen die beiden letzten von Peckett in Bristol gebauten Lokomotiven sowie vier weitere Tenderlokomotiven, ein Dampfkran und eine Motordraisine.

### Militärfahrzeuge
Die Stiftung bildete zusammen mit dem Rüstungsmuseum der Südafrikanischen Verteidigungskräfte in Bloemfontein einen Jointventure, der zu einer bedeutenden Sammlung alter Militärfahrzeuge führte. Ziel der Sammlung ist, dem Besucher die Entwicklung der Wehrtechnik in Südafrika nach dem Zweiten Weltkrieg näher zu bringen. Die Panzerschule von Bloemfontein spielt während der Stars-of-Sandstone-Veranstaltungen eine wichtige Rolle mit täglichen Vorführungen und Konvois von Militärfahrzeugen.